# Horacio Fernández Martínez
Horacio Fernández Martínez (Albacete, 10 de enero de 1954) es un historiador de la fotografía, comisario de exposiciones y profesor universitario español.

## Biografía
Doctor en Historia del arte, Horacio Fernández es profesor de Historia de la fotografía en la facultad de Bellas Artes de la Universidad de Castilla-La Mancha en Cuenca desde 1988. En 1999 comisarió la gran exposición Fotografía Pública. Photography in Print 1919-1939 en el Museo Reina Sofía que en 2016 se presentó en el Museo Amparo de Puebla, México. Entre 2004 y 2006, fue comisario general del Festival internacional de fotografía y artes visuales PhotoEspaña. Sus proyectos expositivos más recientes incluyen la exposición 'Fotos y Libros. España 1905-1977' (Reina Sofía, 2014), 'Miserachs Barcelona' en el Museo de Arte Contemporáneo de Barcelona (2015) o 'Lo nunca visto. Del informalismo al fotolibro de posguerra' (Fundación Juan March, Madrid 2016), en las cuales el fotolibro es un elemento central.
De sus publicaciones se señalan Fotografía pública (Aldeasa, 1999) o El fotolibro latinoamericano (2010), que fue galardonado como mejor libro del año de historia de la fotografía en Rencontres de Arlés en 2012.